# Рибаре (Сврљиг)
Рибаре је насеље у Србији у општини Сврљиг у Нишавском округу. Према попису из 2022. било је 191 становника (према попису из 1991. било је 364 становника).

## Географија
Село Рибаре смештено је на крајњим обронцима северне падине Сврљишких планина, односно на терасама на јужном ободу долине Сврљишког Тимока. Оно је део низа села на путу Сврљиг – Бела Паланка, који иде овом долином, ближе Тимоку. Данашње село Рибаре, у низу са спаја са селима Белоиње, Црнољевица, Округлица, Гулијан, Лозан и Периш, гледано од за пада према истоку готово на једнаком међусобном растојању. То сунасеља збијеног типа, са тенденцијом да се проширују (спуштају) ка путу Сврљиг – Бела Паланка и Сврљишком Тимоку.
Село Рибаре се у прошлости премештало са својепрвобитне локације. на нижи, данашњи положај са вишег, ка Селишту (на око 1 км удаљености,у близини Манастиришта), где мештани, током пољских радова, наилазе на делове грнчарије, црепова и другог грађевинског материјала.
Предео има извесне крашке облике, међу којима су најизраженије пећине и окапине. У околини Сврљига регистровано је тринаест пећина, а највећи број се налази управо на јужном ободу Сврљишке котлине: једна код Рибара (Голема дупка), пет код оближњег села Преконоге и једна код села Црнољевице.

## Демографија
У насељу Рибаре живи 171 пунолетних становника, а просечна старост становништва износи 47,6 година (47,3 код мушкараца и 47,9 код жена). У насељу има 79 домаћинства, а просечан број чланова по домаћинству је 2,42.
Ово насеље је великим делом насељено Србима (према попису из 2002. године), а у последња три пописа, примећен је пад у броју становника.
|  |

| Демографија | Демографија | Демографија |
| Година      | Становника  | Становника  |
| ----------- | ----------- | ----------- |
| 1948.       | 723         |             |
| 1953.       | 748         |             |
| 1961.       | 671         |             |
| 1971.       | 549         |             |
| 1981.       | 458         |             |
| 1991.       | 364         | 361         |
| 2002.       | 296         | 302         |
| 2011.       | 199         |             |
| 2022.       | 191         |             |

| Етнички састав према попису из 2002.‍ | Етнички састав према попису из 2002.‍ | Етнички састав према попису из 2002.‍ | Етнички састав према попису из 2002.‍ | Етнички састав према попису из 2002.‍ |
| ------------------------------------ | ------------------------------------ | ------------------------------------ | ------------------------------------ | ------------------------------------ |
|                                      |                                      |                                      |                                      |                                      |
| Срби                                 | Срби                                 |                                      | 292                                  | 98,64%                               |
| Муслимани                            | Муслимани                            |                                      | 1                                    | 0,33%                                |
| непознато                            | непознато                            |                                      | 0                                    | 0,0%                                 |

| Година пописа     | 1948. | 1953. | 1961. | 1971. | 1981. | 1991. | 2002. |
| ----------------- | ----- | ----- | ----- | ----- | ----- | ----- | ----- |
| Број домаћинстава | 129   | 126   | 129   | 124   | 116   | 106   | 118   |

| Број чланова      | 1  | 2  | 3  | 4  | 5 | 6 | 7 | 8 | 9 | 10 и више | Просек |
| ----------------- | -- | -- | -- | -- | - | - | - | - | - | --------- | ------ |
| Број домаћинстава | 29 | 52 | 10 | 15 | 6 | 2 | 2 | 1 | 1 | 0         | 2,51   |

| Пол    | Укупно | Неожењен/Неудата | Ожењен/Удата | Удовац/Удовица | Разведен/Разведена | Непознато |
| ------ | ------ | ---------------- | ------------ | -------------- | ------------------ | --------- |
| Мушки  | 132    | 28               | 87           | 14             | 2                  | 1         |
| Женски | 132    | 14               | 85           | 27             | 5                  | 1         |
| УКУПНО | 264    | 42               | 172          | 41             | 7                  | 2         |

| Пол    | Укупно                    | Пољопривреда, лов и шумарство | Рибарство                            | Вађење руде и камена | Прерађивачка индустрија       |
| ------ | ------------------------- | ----------------------------- | ------------------------------------ | -------------------- | ----------------------------- |
| Мушки  | 44                        | 8                             | 0                                    | 0                    | 15                            |
| Женски | 19                        | 8                             | 0                                    | 0                    | 6                             |
| УКУПНО | 63                        | 16                            | 0                                    | 0                    | 21                            |
| Пол    | Производња и снабдевање   | Грађевинарство                | Трговина                             | Хотели и ресторани   | Саобраћај, складиштење и везе |
| Мушки  | 1                         | 6                             | 3                                    | 0                    | 0                             |
| Женски | 0                         | 0                             | 0                                    | 0                    | 0                             |
| УКУПНО | 1                         | 6                             | 3                                    | 0                    | 0                             |
| Пол    | Финансијско посредовање   | Некретнине                    | Државна управа и одбрана             | Образовање           | Здравствени и социјални рад   |
| Мушки  | 0                         | 2                             | 2                                    | 0                    | 0                             |
| Женски | 0                         | 1                             | 0                                    | 0                    | 0                             |
| УКУПНО | 0                         | 3                             | 2                                    | 0                    | 0                             |
| Пол    | Остале услужне активности | Приватна домаћинства          | Екстериторијалне организације и тела | Непознато            | Непознато                     |
| Мушки  | 0                         | 0                             | 0                                    | 7                    | 7                             |
| Женски | 0                         | 0                             | 0                                    | 4                    | 4                             |
| УКУПНО | 0                         | 0                             | 0                                    | 11                   | 11                            |

## Историја
Што се тиче времена постанка Рибара, за разлику од суседног Ђуринца, које је изгледа старији, јер се помиње и у збирном (из 1466. године) и у опширном попису Видинског санџака (из 1478–81. године),4 нема помена ни у једном ни у другом.
Такође међу ови пописима не помиње се да су у Рибару и Ђуринцу постојале цркве, црквиште и свештеници (док се у појединим околним селима помињу попови), па се по свој прилици црква у овом селу – ако је грађена пре овог времена – крајем 15. века већ била пуста и вероватно урушена.
У османлијским пописима помињу се и сва остала села на путу према Белој Паланци: Црнољевица (као Црниловце) 1466. године и Белоиње (као Белахуна ), Округлица, Гулијан (као Гулихан), Лозан (као Лозана) и Периш 1478–81. године . У опширном попису из 1478–81. године помиње се поп Радивоје у Гулијану, поп Радослав у Округлици и Душа, сина једног попа, у Перишу, што указује да су у овим селима – која су уједно била и већа од осталих – или у једном од њих или пак у неком од суседних села постојале активне цркве.